# Rochus Nastula
Rochus Karol Nastula, ps. „Roch” (ur. 15 sierpnia 1902 w Lipinach, zm. 17 marca 1977 w Świętochłowicach) – polski piłkarz grający na pozycji środkowego napastnika, trener piłkarski. Król strzelców Ekstraklasy 1929.
Z zawodu ślusarz, po wojnie górnik.

## Kariera
Nastula był wychowankiem klubu Silesia Lipiny. W 1922 przeniósł się do innej drużyny w tej miejscowości, Naprzodu, w której występował do 1926. Odszedł po nałożeniu dyskwalifikacji za próbę wyłudzenia od klubu zwrotu zarobków za dzień, w którym nie pracował, lecz grał w piłkę.
W latach 1927–1929 reprezentował barwy Czarnych Lwów, rozgrywając 58 spotkań ligowych i zdobywając 57 bramek. Jednocześnie pracował w fabryce konserw mięsnych. Pomimo iż pod koniec sezonu 1929 opuścił kilka spotkań z powodu kontuzji, został królem strzelców rozgrywek (25 trafień), jako pierwszy Ślązak w historii. Jest najskuteczniejszym zawodnikiem w historii występów Czarnych w elicie, ponadto ich rekordzistą w liczbie bramek zdobytych w jednym meczu ekstraklasy (cztery z 1.FC Katowice w sierpniu 1928) oraz w liczbie kolejnych spotkań z hat-trickiem (trzy w czerwcu 1929). Charakteryzował się znakomitym wyszkoleniem technicznym, intuicją i sprytem, pomimo słabych warunków fizycznych. Preferował grę bezkontaktową. Jako pierwszy zagrał w polskiej lidze rok po roku w dniu swoich urodzin.
W 1930 wrócił do Naprzodu i występował w nim do 1935, bezskutecznie próbując awansować do ekstraklasy. Odrzucił wiele propozycji przeniesienia się do innych zespołów. Nie zagrał nigdy w reprezentacji Polski, jako jedyny król strzelców ekstraklasy w okresie międzywojennym.
Po zakończeniu kariery zawodniczej został trenerem, prowadził po wojnie Szombierki Bytom, Liniarnię Bytom, ŁTS Łabędy, Hejnał Kęty i Garbarnię Brzeg. Zmarł w rodzinnych Lipinach (od 1951 dzielnicy Świętochłowic) w wieku 74 lat.

## Statystyki
| Klub               | Sezon              | Liga               | Liga  | Liga   |
| Klub               | Sezon              | Liga               | Mecze | Bramki |
| ------------------ | ------------------ | ------------------ | ----- | ------ |
| Czarni Lwów        | 1927               | Liga               | 10    | 9      |
| Czarni Lwów        | 1928               | Liga               | 28    | 23     |
| Czarni Lwów        | 1929               | Liga               | 20    | 25     |
| Ogólnie w karierze | Ogólnie w karierze | Ogólnie w karierze | 58    | 57     |